# Ophyx maculosus
Ophyx maculosus là một loài bướm đêm trong họ Erebidae.